# Liste wirtschaftswissenschaftlicher Zeitschriften
Die folgende Liste führt wichtige wirtschaftswissenschaftliche Fachzeitschriften auf. Magazine oder Zeitungen mit Wirtschaftsbezug sind hiervon streng ausgenommen, da sie das Kriterium einer akademischen Fachzeitschrift nicht erfüllen.

## Liste
- Academy of Management Journal
- Academy of Management Review
- Accounting and Business Research
- Accounting Review
- American Economic Review
- American Journal of Agricultural Economics
- Applied Economics
- Auditing: A Journal of Practice & Theory
- Bankhistorisches Archiv
- Betriebswirtschaft
- Betriebswirtschaftliche Forschung und Praxis
- Business Research
- Cambridge Journal of Economics
- Canadian Journal of Economics
- Central European Journal of Operations Research
- Central European Journal of Operations Research and Economics
- Conference & Incentive Management
- Contemporary Economic Policy
- Decision Sciences
- Ecological Economics
- Econometrica
- Econometric Theory
- Economica
- Economic Development and Cultural Change
- Economic Geography
- Economic History Review
- Economic Inquiry
- Economic Journal
- Economic Policy
- Economic Systems
- Economic Theory
- Economics and Philosophy
- Economics Bulletin
- Economics Letters
- Economics of Education Review
- Electronic Markets
- Energy Economics
- Environment and Planning A
- Environmental and Resource Economics
- European Accounting Review
- European Economic Review
- European Journal of Economics and Economic Policies: Intervention
- European Journal of Operational Research
- European Journal of the History of Economic Thought (EJHET)
- Experimental Economics
- Explorations in Economic History
- Facility Management
- FinanzArchiv
- Finance and Stochastics
- Financial Management
- Financial Markets and Portfolio Management
- Games and Economic Behavior
- German Economic Review
- Health Economics
- History of Political Economy
- ifo Schnelldienst
- Industrial and Labor Relations Review
- Industrielle Beziehungen - Zeitschrift für Arbeit, Organisation und Management
- Information Systems Research
- Insurance: Mathematics and Economics
- Intereconomics
- Interfaces
- International Economic Review
- International Journal of Auditing
- International Journal of Forecasting
- International Journal of Game Theory
- International Journal of Industrial Organization
- International Journal of Operations and Production Management
- International Journal of Production Economics
- International Journal of Physical Distribution and Logistics Management
- International Journal of Research in Marketing
- International Monetary Fund Staff Papers
- International Review of Law and Economics
- International Tax and Public Finance
- Industrial and Corporate Change
- Jahrbuch für Wirtschaftswissenschaften
- Jahrbücher für Nationalökonomie und Statistik
- Journal of Accounting and Economics
- Journal of Accounting Research
- Journal of Applied Econometrics
- Journal of Banking and Finance
- Journal of Business and Economic Statistics
- Journal of Business Economics (JBE), ehemals Zeitschrift für Betriebswirtschaft (ZfB)
- Journal of Business Logistics
- Journal of Comparative Economics
- Journal of Consumer Research
- Journal of Development Economics
- Journal of Econometrics
- Journal of Economic Behavior and Organization
- Journal of Economic Dynamics and Control
- Journal of Economic Growth
- Journal of Economic History
- Journal of Economic Interaction and Coordination
- Journal of Economic Literature
- Journal of Economic Methodology
- Journal of Economic Perspectives
- Journal of Economic Psychology
- Journal of Economics
- Journal of Economics and Management Strategy
- Journal of Economic Theory
- Journal of Environmental Economics and Management
- Journal of Evolutionary Economics
- Journal of Finance
- Journal of Financial Economics
- Journal of Financial Intermediation
- Journal of Financial and Quantitative Analysis
- Journal of Forecasting
- Journal of Health Economics
- Journal of Human Resources
- Journal of Industrial Economics
- Journal of Institutional and Theoretical Economics
- Journal of International Business Studies
- Journal of International Economics
- Journal of International Money and Finance
- Journal of Labor Economics
- Journal of Law and Economics
- Journal of Law, Economics and Organization
- Journal of Macroeconomics
- Journal of Marketing
- Journal of Marketing Research
- Journal of Mathematical Economics
- Journal of Monetary Economics
- Journal of Money, Credit and Banking
- Journal of Operations Management
- Journal of Political Economy
- Journal of Population Economics
- Journal of Post Keynesian Economics
- Journal of Public Economics
- Journal of Purchasing and Supply Management
- Journal of Regional Science
- Journal of Retailing
- Journal of Risk and Uncertainty
- Journal of Supply Chain Management
- Journal of the Academy of Marketing Science
- Journal of the European Economic Association
- Journal of the Operations Research Society
- Journal of Transport Economics and Policy
- Journal of Urban Economics
- Journal on Legal and Economic Issues of Central Europe
- Junior Management Science
- Kredit und Kapital
- Kyklos
- Labour Economics
- Land Economics
- Macroeconomic Dynamics
- Management Information Systems Quarterly
- Management International Review
- Management Review Quarterly
- Management Science
- Marketing Science
- Mathematical Finance
- Mathematics of Operations Research
- Mathematical Social Sciences
- Metroeconomica
- National Tax Journal
- Operations Research
- Operations Research Letters
- ORDO – Jahrbuch für die Ordnung von Wirtschaft und Gesellschaft
- Organizational Behavior and Human Decision Processes
- Organization Science
- Oxford Bulletin of Economics and Statistics
- Oxford Economic Papers
- Oxford Review of Economic Policy
- Perspektiven der Wirtschaftspolitik
- Probability in the Engineering and Informational Sciences
- Production and Operations Management
- Public Choice
- Quarterly Journal of Economics
- Queuing Systems
- RAND Journal of Economics
- Regional Science and Urban Economics
- Regional Studies
- Reliability Engineering & System Safety
- Resource and Energy Economics
- Review of Economic Dynamics
- Review of Economics and Statistics
- Review of Economic Studies
- Review of Financial Studies
- Review of Environmental Economics and Policy
- Scandinavian Journal of Economics
- Schmalenbachs Zeitschrift für betriebswirtschaftliche Forschung
- Schmollers Jahrbuch
- Scottish Journal of Political Economy
- Small Business Economics
- Social Choice and Welfare
- Southern Economic Journal
- Strategic Management Journal
- Structural Change and Economic Dynamics
- Supply Chain Management: An International Journal
- Theoretical Economics
- Theory and Decision
- Transportation Research B - Methodological
- Transportation Science
- Vierteljahreshefte zur Wirtschaftsforschung, Duncker & Humblot Berlin, seit 1926
- Weltwirtschaftliches Archiv
- Wirtschaftsdienst
- World Bank Economic Review
- World Development
- World Economy
- Zeitschrift für die gesamte Staatswissenschaft
- Zeitschrift für Bankrecht und Bankwirtschaft
- Zeitschrift für Management
- Zeitschrift für Sozialökonomie
- Zeitschrift für Unternehmensgeschichte

## Quelle
- Kalaitzidakis, Pantelis, Theofanis P. Mamuneas, Thanasis Stengos (2011): An updated ranking of academic journals in economics, Canadian Journal of Economics, Vol. 44, Nr. 4, S. 1525–1538. (Seite nicht mehr abrufbar, festgestellt im April 2023. Suche in Webarchiven) (PDF; 96 kB)